# قلعچه موزرم
قلعچه موزرم، روستایی در دهستان دهدز بخش مرکزی شهرستان دزپارت در استان خوزستان ایران است.

## جمعیت
بر پایه سرشماری عمومی نفوس و مسکن در سال ۱۳۹۵، جمعیت این روستا برابر با ۱۶ نفر (۴ خانوار) بوده است.